# Nandurbar (Distrikt)
Der Distrikt Nandurbar (Marathi: नंदुरबार जिल्हा) ist ein Distrikt des Staates Maharashtra in Indien. Die Stadt Nandurbar ist Verwaltungssitz des Distrikts.

## Geografie
Der Distrikt liegt ganz im Nordwesten des Bundesstaats Maharashtra an der Grenze zu den Bundesstaaten Gujarat und Madhya Pradesh. Der Distrikt Nandurbar grenzt im Norden und Nordosten an Madhya Pradesh, im Osten, Südosten und Süden an den Distrikt Dhule sowie im Südwesten, Westen und Nordwesten an den Bundesstaat Gujarat.

## Geschichte
Von vorchristlicher Zeit bis ins Jahr 1345 wurde das Gebiet – wie die ganze Region – von diversen buddhistischen und hinduistischen Herrschern regiert. Der erste namentlich bekannte Staat war das Maurya-Reich, die letzte nichtmuslimische Dynastie waren die Yadava.
Nach einem Feldzug der Truppen des Sultanats Delhi unter dem Kommando von Ala-ud-din wurde die Region muslimischen Regenten tributpflichtig. 1318 verwüsteten muslimische Heere nach Einstellung der Tributzahlungen die Gegend. Von 1345 bis ins Jahr 1760 herrschten verschiedene muslimische Dynastien (Tuglukh, Bahmani – effektiv ihre Statthalter, die Farukis – Dekkan-Sultanate, die Großmoguln und der Nizam von Hyderabad). Durch den Sieg der Marathen in der Schlacht von Bhalki geriet das Gebiet 1760 unter die Herrschaft der Marathen.
Nach der Niederlage der Marathen begann am 3. Juni 1818 die Kolonialzeit für die Gegend mit der Übergabe an die Britische Ostindien-Kompanie. Der Distrikt gehörte zur Region Khandesh, 1906 durch Teilung des Gebiets zu West-Khandesh, innerhalb der Präsidentschaft Bombay. Die Stadt Dhule (damals Dhulia) wurde Hauptort. Mit der Unabhängigkeit Indiens 1947 und der Neuordnung des Landes wurde es 1950 Teil des neuen Bundesstaats Bombay. Im Jahre 1960 wurde Bombay geteilt und das Gebiet kam zum neu geschaffenen Bundesstaat Maharashtra. Im Jahr 1998 spaltete sich der Distrikt Dhule. Aus dem nördlichen Teil entstand am 1. Juli 1998 der neue Distrikt Nandurbar.

## Bevölkerung

### Einwohnerentwicklung
In den ersten Jahrzehnten des 20. Jahrhunderts wuchs die Bevölkerung bereits stark an. Trotz Seuchen, Krankheiten und Hungersnöten. Seit der Unabhängigkeit Indiens hat sich die Bevölkerungszunahme beschleunigt. Während die Bevölkerung in der ersten Hälfte des 20. Jahrhunderts um rund 136 % zunahm, betrug das Wachstum in den fünfzig Jahren zwischen 1961 und 2011 191 %. Die Bevölkerungszunahme zwischen 2001 und 2011 lag bei 25,66 % oder rund 337.000 Menschen. Offizielle Bevölkerungsstatistiken der heutigen Gebiete sind seit 1901 bekannt und veröffentlicht.
| Jahr      | 1901    | 1911    | 1921    | 1931    | 1941    | 1951    | 1961    | 1971    | 1981    | 1991      |
| Einwohner | 191.238 | 238.612 | 253.399 | 304.918 | 360.685 | 452.166 | 565.958 | 692.467 | 848.010 | 1.062.545 |

### Bedeutende Orte
Im Distrikt gibt es neun Orte, die als Städte (towns und census towns) gelten. Dennoch ist der Anteil der städtischen Bevölkerung im Distrikt gering. Denn nur 275.474 der 1.648.295 Einwohner oder 16,71 % leben in städtischen Gebieten. Die Städte mit mehr als 10.000 Bewohnern sind:

### Volksgruppen
In Indien teilt man die Bevölkerung in die drei Kategorien general population, scheduled castes und scheduled tribes ein. Die scheduled castes (anerkannte Kasten) mit (2011) 47.985 Menschen (2,91 Prozent der Bevölkerung) werden heutzutage Dalit genannt (früher auch abschätzig Unberührbare betitelt). Die scheduled tribes sind die anerkannten Stammesgemeinschaften mit (2011) 1.141.933 Menschen (69,28 Prozent der Bevölkerung), die sich selber als Adivasi bezeichnen. Zu ihnen gehören in Maharashtra 47 Volksgruppen. Mehr als 5000 Angehörige zählen die Bhil (977.010 Personen oder 59,27 % der Distriktsbevölkerung), Kokna (45.890 Personen oder 2,78 % der Distriktsbevölkerung), Gamit (35.682 Personen oder 2,16 % der Distriktsbevölkerung), Koli (28.656 Personen oder 1,74 % der Distriktsbevölkerung), Tadvi (auch Tadvi Bhil) (21.469 Personen oder 1,30 % der Distriktsbevölkerung) und Koli Dhor (12.840 Personen oder 0,78 % der Distriktsbevölkerung).

### Bevölkerung des Distrikts nach Bekenntnissen
Eine klar überwiegende Mehrheit von mehr als 92 Prozent der Bevölkerung sind Hindus. In allen Talukas hat die Anhängerschaft des Hinduismus einen Anteil von über 90 Prozent. Unter der Landbevölkerung sind gar 1.335.295 der 1.372.821 Personen (97,27 % Bevölkerungsanteil) Hindus. Einzige zahlenmäßig bedeutende Minderheit sind die Muslime. Diese erreichen in den Städten Makranifali (81,67 %), Akkalkuwa (74,70 %), Shahada (35,55 %), Nawapur (29,21 %), Nandurbar (21,43 %) und Khandbara (16,57 %) beachtliche Bevölkerungsanteile. Von den kleineren Glaubensgemeinschaften lebt mit Ausnahme der Buddhisten und Christen eine deutliche Mehrheit in den Städten. Die genaue religiöse Zusammensetzung der Bevölkerung zeigt folgende Tabelle:
| Jahr                                | Buddhisten | Buddhisten | Christen | Christen | Hindus    | Hindus  | Jainas | Jainas | Muslime | Muslime | Sikhs | Sikhs  | Andere | Andere | keine Angaben | keine Angaben | Total     | Total    |
| Jahr                                | Zahl       | %          | Zahl     | %        | Zahl      | %       | Zahl   | %      | Zahl    | %       | Zahl  | %      | Zahl   | %      | Zahl          | %             | Einwohner | %        |
| ----------------------------------- | ---------- | ---------- | -------- | -------- | --------- | ------- | ------ | ------ | ------- | ------- | ----- | ------ | ------ | ------ | ------------- | ------------- | --------- | -------- |
| 2011                                | 4969       | 0,30 %     | 8467     | 0,51 %   | 1.521.618 | 92,31 % | 6191   | 0,38 % | 96.182  | 5,84 %  | 685   | 0,04 % | 2907   | 0,18 % | 7276          | 0,44 %        | 1.648.295 | 100,00 % |
| Quelle: Volkszählung in Indien 2011 |            |            |          |          |           |         |        |        |         |         |       |        |        |        |               |               |           |          |

### Bevölkerung des Distrikts nach Sprachen
Der Distrikt ist ein Vielvölkergemisch mit einer Vielzahl von Sprachen. Viele Sprachen sind eigentlich Sprachgruppen, die mehrere Dutzend Dialekte umfassen. Die zahlreichen Bhil-Sprachen und -Dialekte sind die Muttersprache von 1.003.401 Menschen (60,88 % der Distriktsbevölkerung). Die verbreitetsten dieser Sprachen/Dialekte von Bhil sind Bhili/Bhilodi, Pawri, Mawchi und Kokna/Kokni/Kuknah. Nach Bhil haben Marathi-Sprachen und -Dialekte die meisten Sprecher (264.698 Menschen). Es folgt die Gruppe der Kandeshi-Sprachen und -Dialekte (vorwiegend Ahirani, daneben Gujari) mit 145.705 Muttersprachlern. Die zahlreichen Hindi-Sprachen und -Dialekte haben nur 99.759 Muttersprachler. Unter den Hindi-Sprachen und -Dialekten dominieren Alltagshindi, Gojri/Gujjari/Gujar (26.776 Muttersprachler) und Banjari (11.697 Muttersprachler). Das fast mit Hindi identische Urdu ist die Muttersprache von 62.454 Menschen. Eine weitere Sprachgruppe mit zehntausenden Muttersprachlern ist Gujarati (38.234 Personen). Die beiden dominierenden Dialekte dieser Sprache im Distrikt sind Gujarati und Gujrao/Gujrau. 
In vier der sechs Talukas (Unterbezirken) des Distrikts werden Bhil-Sprachen und -Dialekte von einer Mehrheit der dortigen Bevölkerung als Muttersprache verwendet. In den Talukas Nandurbar (40,23 % Bevölkerungsanteil) und Shahada (45,40 % Bevölkerungsanteil) sind Bhil-Sprachen und -Dialekte eine relative Mehrheit. In fünf von sechs Talukas gibt es starke Minderheiten von Muttersprachlern des Marathi. Gujarati ist ebenso verstreut wie Marathi, hat aber in allen Talukas einen Anteil von unter 4 Prozent der jeweiligen Bevölkerung. In den Talukas Nandurbar (17,44 % Bevölkerungsanteil) und Shahada (15,46 % Bevölkerungsanteil) ist Kandeshi eine weitverbreitete Muttersprache. Die verschiedenen Hindi-Sprachen und -Dialekte erreichen zusammen Anteile zwischen 2,58 % im Taluka Akrani und 9,26 % im Taluka Nandurbar. Urdu erreicht ebenfalls in keinem Taluka die Marke von 10 % der dortigen Bevölkerung. Die genaue sprachliche Zusammensetzung der Bevölkerung zeigt folgende Tabelle:
| Jahr                                | Bhili/Bhilodi | Bhili/Bhilodi | Marathi | Marathi | Ahirani | Ahirani | Pawri/Pauri | Pawri/Pauri | Mawchi | Mawchi | Urdu   | Urdu   | Kokna  | Kokna  | Hindi  | Hindi  | Gujarati | Gujarati | Total     | Total    |
| Jahr                                | Zahl          | %             | Zahl    | %       | Zahl    | %       | Zahl        | %           | Zahl   | %      | Zahl   | %      | Zahl   | %      | Zahl   | %      | Zahl     | %        | Einwohner | %        |
| ----------------------------------- | ------------- | ------------- | ------- | ------- | ------- | ------- | ----------- | ----------- | ------ | ------ | ------ | ------ | ------ | ------ | ------ | ------ | -------- | -------- | --------- | -------- |
| 2011                                | 749.152       | 45,45 %       | 262.208 | 15,91 % | 144.625 | 8,77 %  | 121.038     | 7,34 %      | 72.458 | 4,40 % | 61.313 | 3,72 % | 42.951 | 2,61 % | 42.056 | 2,55 % | 31.467   | 1,91 %   | 1.648.295 | 100,00 % |
| Quelle: Volkszählung in Indien 2011 |               |               |         |         |         |         |             |             |        |        |        |        |        |        |        |        |          |          |           |          |